# Bonifacy z Raguzy
Bonifacy z Raguzy OFM (ur. w 1504 w Raguzie, zm. 6 lutego 1582 w Timișoarze) − dalmacki franciszkanin, dwukrotny Kustosz Ziemi Świętej (lata 1551–1559 oraz 1564–1565), delegat apostolski i nuncjusz, biskup.

## Życiorys
Bonifacy należał do Zakonu Braci Mniejszych Obserwantów. Studiował teologię w Paryżu. Został wybrany pierwszy raz Kustoszem Ziemi Świętej w 1551, zaraz po wyrzuceniu franciszkanów z ich klasztoru przy Wieczerniku w Jerozolimie. Klasztor ten był wówczas siedzibą kustosza. Kapituła generalna w Salamance w 1553 przedłużyła mandat Bonifacego, tak iż pozostał on na urzędzie przełożonego w Jerozolimie aż do przybycia swojego następcy Aurelio Grianiego w 1560. Wybrany wcześniej kustosz Antoni z Bergamo nie dotarł do Palestyny. W czasie swojego pierwszego urzędowania Bonifacy z Raguzy odbudował w 1555 aediculę Bożego Grobu w bazylice Bożego Grobu w Jerozolimie, używając funduszy, które otrzymał od Karola V Habsburg i jego syna Filipa II Habsburga. W czasie prac na własne oczy widział litą skałę grobu Zbawiciela, która okryta jest marmurowymi płytami oraz odnalazł część relikwii Krzyża Świętego, co opisał w wydanym w 1577 w Europie dziele Liber de perenni cultu Terrae Sanctae.
Drugi raz zarząd zakonu wybrał Bonifacego z Raguzy Kustoszem Ziemi Świętej w 1563. W tym samym roku wziął udział w obradach soboru trydenckiego jako teolog. W lutym 1564 wyruszył na Bliski Wschód w towarzystwie pięciu franciszkanów. Po drodze Wielkanoc spędził na Cyprze. Zaraz potem dotarł do Jerozolimy. W czasie obrad soborowych, na Cyprze i w czasie pobytu w Jerozolimie towarzyszył Bonifacemu Pantaleo D'Averio, autor Itinerario da Terra Santa e suas particularidades ecc. (hiszp. zapis podróży do Ziemi Świętej i jej szczególności).
W 1564 papież Pius IV mianował Bonifacego biskupem Stonu w Dalmacji. Jego następca Pius V wysłał go jako swojego legata na Bałkany. Ten sam papież mianował go również specjalnym nuncjuszem ds. misji w Ziemi Świętej na dworze króla hiszpańskiego Filipa II. Grzegorz XIII wysłał Bonifacego jako legata na Węgry. Bonifacy zmarł, przebywając z misją w Timișoarze 6 lutego 1582.

## Dzieła
- De perenni cultu Terra Sancta (1555), wydane w Wenecji w 1572
- Liber De Perenni Cultu Terrae Sanctae Et De Fructuosa Eius Peregrinatione, Wenecja 1573